# Iron Crown Enterprises
Iron Crown Enterprises (a menudo abreviado con las siglas ICE) es una editorial estadounidense especializada en la publicación de  juegos de rol, de tablero, de guerra, de miniaturas y de cartas coleccionables.

## Historia

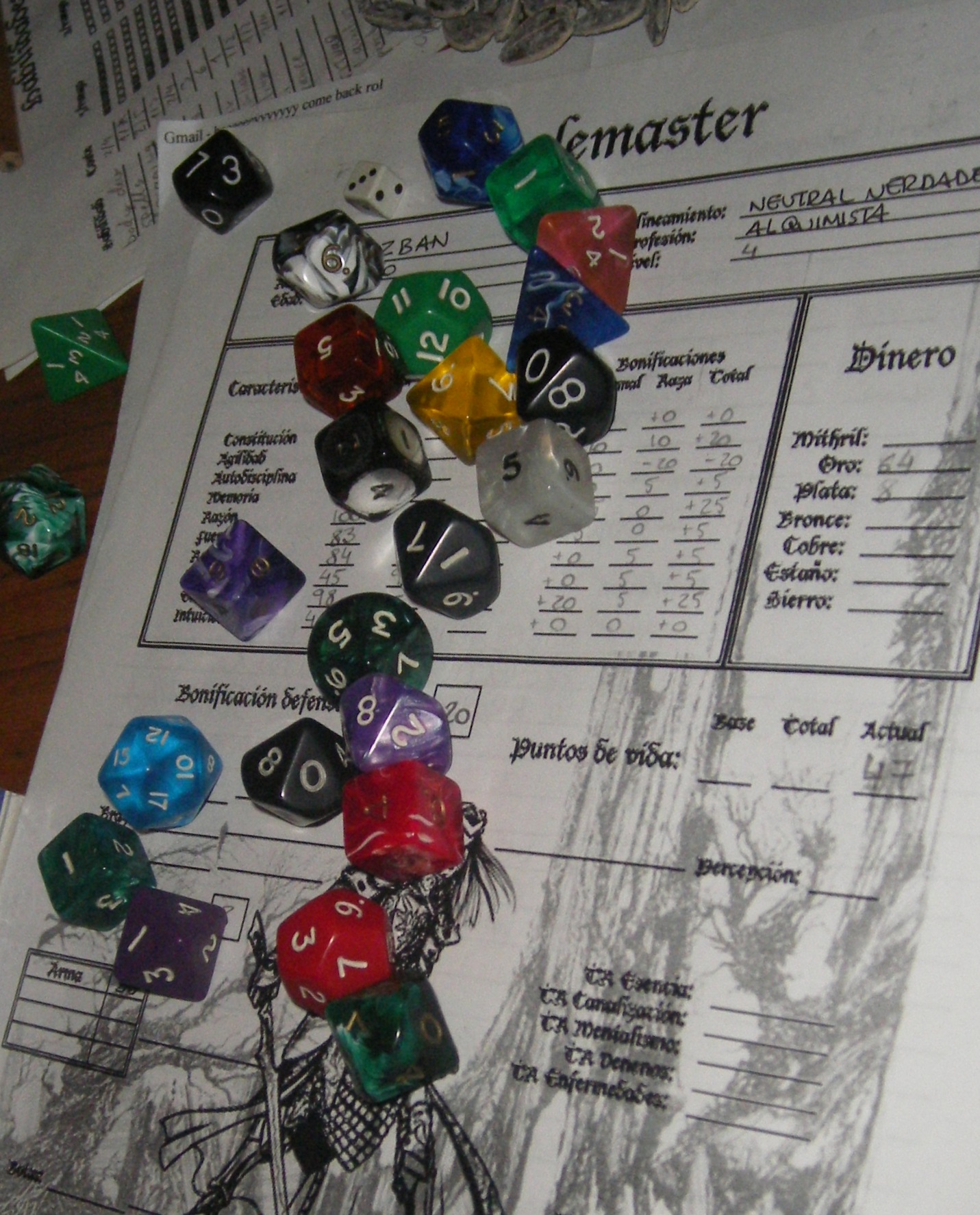
Hoja de personaje y dados del juego de rol Rolemaster

Iron Crown Enterprises fue creada en 1980 poco después de que sus principales fundadores (S. Coleman Charlton y Pete Fenlon) se graduaran en la Universidad de Virginia. La empresa empezó publicando suplementos de reglas, como Arms Law, cuya finalidad consistía en proveer mayor detalle a otros sistemas de juego. En 1982 Iron Crown Enterprises fusionó esos suplementos en un sistema de juego independiente bajo el título de Rolemaster. 
Poco tiempo después la compañía firmó un contrato con Tolkien Enterprises para poder explotar los contenidos de las obras de fantasía de J. R. R. Tolkien El Señor de los Anillos y El hobbit en el campo de los juegos de rol y gracias a ello obtuvo un gran éxito al crear y publicar en 1984 el juego de rol conocido como MERP (de Middle-earth Role-Playing: El Señor de los Anillos, el juego de rol de la Tierra Media). Este éxito le permitió publicar numerosos suplementos para MERP y Rolemaster, la mayor parte elegantemente ilustrados por el ilustrador escocés Angus McBride, así como numerosos otros juegos.
Después de haber sobrevivido a una crisis en 1993 ICE entró en una nueva crisis en 1997 que la llevó a la bancarrota. El 21 de septiembre de 1999 Iron Crown Enterprises anunció que a partir del día siguiente (22 de septiembre de 1999) los derechos de explotación de productos relacionados con la Tierra Media ya no le pertenecerían.
La editorial fue comprada en 2001 por Aurigas Aldebaron LLC, una propiedad intelectual creada por un grupo de ricos mecenas.

## Juegos de tablero
- Manassas[2] (1980)
- The Riddle of the Ring (1982)
- The Battle of Five Armies (1984)
- The Lonely Mountain - Lair of Smaug the Dragon (1984)
- Cleric's Revenge (1985)
- The Hobbit Adventure (1994)

## Libros juego
- Colección Middle-earth Quest
  - Tolkien Quest (1985)
  - Night of the Nazgul (1985)
- Colección Sherlock Holmes Solo Mysteries
  - Murder at the Diogenes Club (1987)
- Colección Narnia Solo Games
  - Return to Deathwater (1988)

## Juegos de rol
- The Iron Wind (1980)
- A Campaign and Adventure Guidebook for Middle-earth (1982)
- Angmar (1982)
- MERP - Middle Earth fantasy roleplaying (1984)
  - Bree and the Barrow-Downs (1984)
  - Dark Mage of Rhuduar (1989)
  - Lords of Middle-Earth (1986)
  - Minas Tirith (1988)
  - Minas Ithil (1991)
  - Palantir Quest (1994)
  - Kin-Strife (1995)
  - Hands of the Healer (1997)
- Rolemaster, un sistema genérico de juego de rol
  - Arms Law (1980)
  - Spell Law (1981)
  - Character Law (1982)
  - Claw Law (1982)
  - War Law (1991)
  - Rolemaster (1982)
  - Campaign Law (1984)
  - Rolemaster, second edition (1986)
  - Rolemaster Companion (1986)
  - Rolemaster second edition 2nd iteration (1989)
- Spacemaster, una adaptación de Rolemaster a la ciencia ficción. La primera edición es de 1985 y la segunda de 1988
  - Dark Space (1990)
- Cyberspace, otra adaptación de Rolemaster a una ambientación de ciencia ficción (1989)
- Colección Campaign Classics, suplementos compatibles tanto para Hero System como para Rolemaster:
  - Robin Hood (1987)
  - Mythic Greece (1988)
  - Vikings (1989)
  - Pirates (1989)
  - Mythic Egypt (1990)
- Lord of the Rings Adventure Game, una simplificación de MERP que sólo usaba dados de seis caras (1991)
- High Adventure Role Playing (2003)

## Juegos de miniaturas
- Silent Death (1990)
- Bladestorm (1990)

## Juegos de cartas coleccionables
- Señor de los Anillos: Tierra Media, juego de cartas ambientado en el universo de J. R. R. Tolkien

## Traducciones en castellano
En los años 90 la editorial barcelonesa Joc Internacional obtuvo los derechos de traducción y publicación en castellano de los juegos de Iron Crown Enterprises. Publicó primero El Señor de los Anillos, el juego de rol de la Tierra Media en 1989 y seguidamente Rolemaster en 1993. En 1995 tradujo el juego de cartas coleccionables basado en el universo de Tolkien, Señor de los Anillos: Tierra Media. Joc Internacional también había publicado en 1992 la simplificación de MERP Lord of the Rings Adventure Game bajo el título de El Señor de los Anillos, juego de aventuras básico (conservando el formato original de caja).
Después de que Joc Internacional dejara de existir en 1998 la editorial que obtuvo los derechos de traducción y publicación en castellano fue La Factoría de Ideas, que tradujo y publicó la segunda edición de El Señor de los Anillos, el juego de rol de la Tierra Media en 1999 así como Rolemaster, también en 1999, pero esta vez bajo el título de Rolemaster Fantasía.